# Пагода (монета)

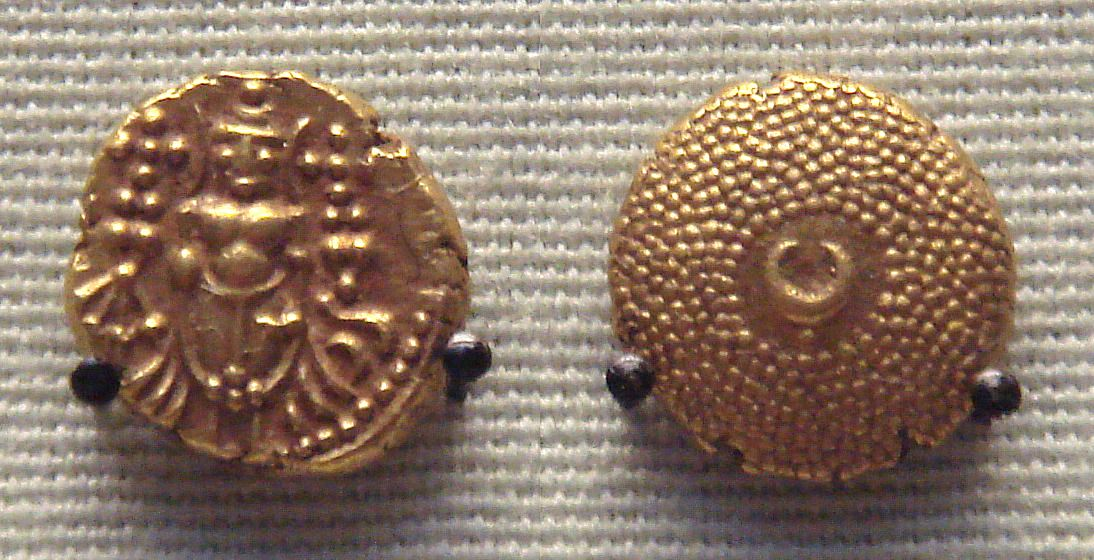
Пагода, Пондишери, XVIII в.

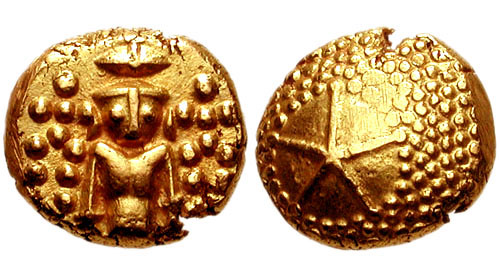
Пагода со звездой, Мадрас, 1740—1807 гг.

Пагода (англ. Pagoda) — золотая монета весом около 3,37 г, чеканившаяся в южной Индии до начала XIX века. Название происходит от пагоды, изображавшейся на реверсе некоторых монет.
Самые старые пагоды представляли собой круглые монеты диаметром около 11 мм, на одной стороне которых имелся штемпельный оттиск, покрывавший только часть поверхности монеты.
На более поздних пагодах (VI—XII веков) часто изображались животные (кабан, лев, тигр, слон, рыба). В XIV—XVII веках на монетах часто изображался Вишну или другие индуистские боги. Падишах Империи Великих Моголов Мухаммад Шах (1719—1748) чеканил пагоды со своим именем и годом чеканки на аверсе и местом чеканки на реверсе.
С началом европейской колонизации Индии пагоды стали чеканить в своих колониях Британская Ост-Индская компания, Голландия и Франция. В Британской Индии пагода = 42 фанамам = 168 фалусам = 3360 каршам (касу).
В XVIII веке в британском Мадрасе и французском Пондишери чеканились пагоды со звездой весом 3,4 г (2,7 г чистого золота), равные 1⁄4 мухра.
После того, как в 1810 году в Британской Индии был осуществлён переход к серебряному стандарту, пагода была вытеснена из обращения рупией. Бомбейское президентство Британской Ост-Индской компании выпустило последние золотые пагоды в 1809 году, Мадрасское президентство — золотые 1 и 2 пагоды в 1815 году, серебряные ¼ и ½ пагоды в 1808—1811 годах. Некоторые индийские княжества продолжали чеканку пагод и позже (почти до конца XIX века), например, княжество Траванкор золотые монеты в ½, 1 и 2 пагоды последний раз выпустило в 1877 году.